# Blind Vertrouwen (televisieprogramma)
Blind Vertrouwen is een Nederlands televisieprogramma dat in het najaar van 2001 werd uitgezonden door de SBS-zender V8. Het werd gepresenteerd door Wouter Nicolaas.
In de Endemol-productie gingen drie stellen tussen de 25 en 30 jaar zestien dagen naar Portugal. Daar werden ze gescheiden van elkaar in een luxe villa geplaatst en wachtte hun een 'warm' maar gevaarlijk onthaal. De dames werden verwelkomt door zes zeer aantrekkelijke mannen, die hen zestien dagen gezelschap hielden. De heren werden getrakteerd op zes prachtige vrouwen. Geregeld kregen de deelnemers filmpjes van hun partner te zien, die ofwel op waarheid berustten, ofwel bewust gemanipuleerd waren. De test was om te zien of ze hun partner voldoende vertrouwen om hem in de finale weer te kunnen omarmen.
Het programma was geen kijkcijferhit en kreeg geen vervolg. Het soortgelijke programma Temptation Island werd het jaar daarop wel een succes.
In tegenstelling tot Nederland gooide het programma in Argentinië, Spanje en Portugal wel hoge ogen.